# Ebersecken
Ebersecken – miejscowość w gminie Altishofen w Szwajcarii, w kantonie Lucerna, w okręgu Willisau. 31 grudnia 2019 roku liczyła 369 mieszkańców. Do 31 grudnia 2019 samodzielna gmina.